# القبة الزرقاء

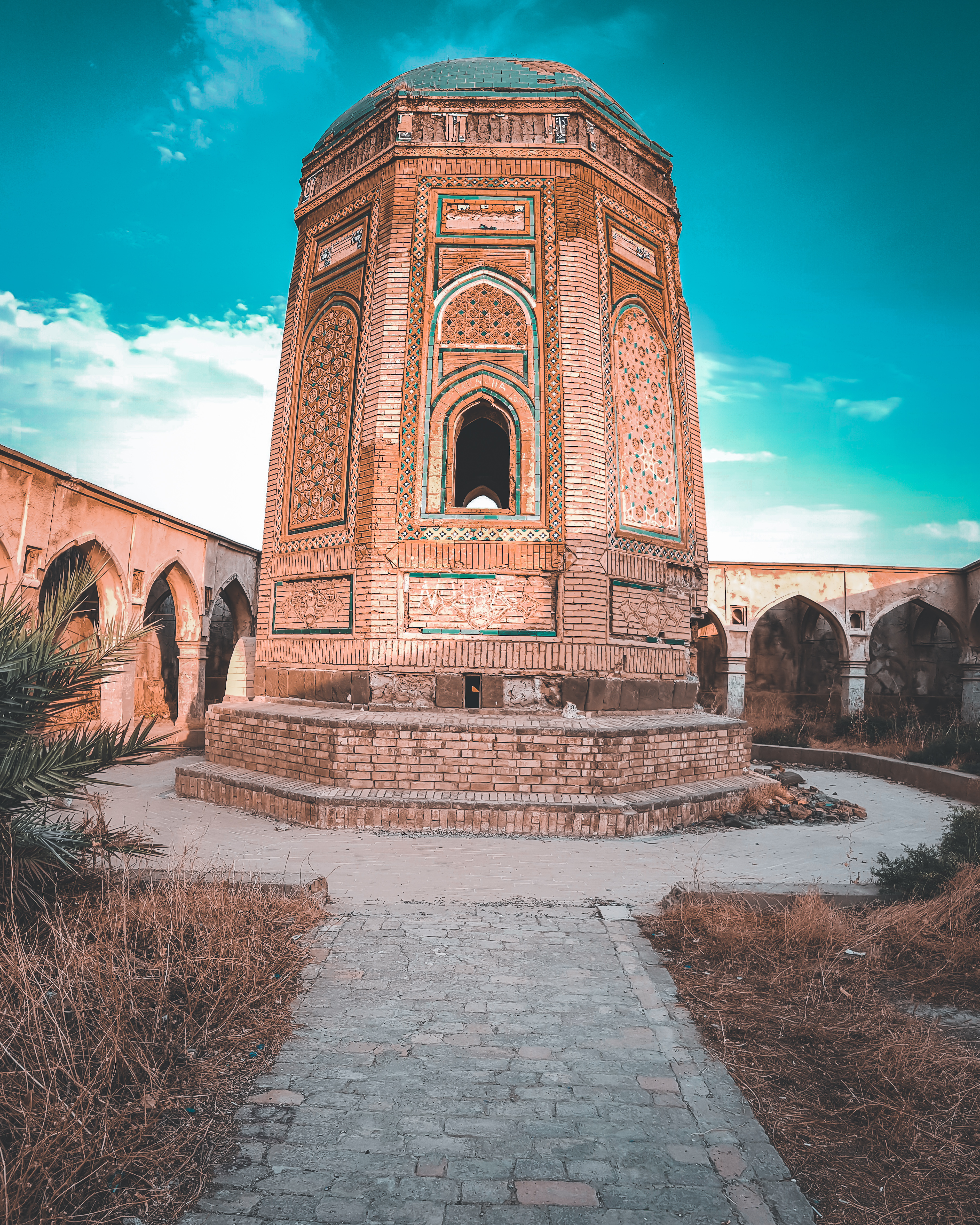
القبة الزرقاء في قلعة كركوك

الْقُبَّةُ الزَّرْقَاء أو قُبَّةُ بُغْدَاي خَاتُون مبنى أثري قديم يقع في الجزء الشمالي من قلعة كركوك ويضم رفات قبر السيّدة (بُغداي خاتون) والمؤرخ على شاهد قبرها تاريخ وفاتها سنة 762 هـ / 1361 م، والمبنى يعود إلى فترة حكم السلالة المغولية الجلائرية التي حكمت العراق ما بين عامي 735 – 835 هـ / 1335 – 1432 م، وهي من ضمن آثار مدينة كركوك القديمة في العراق.

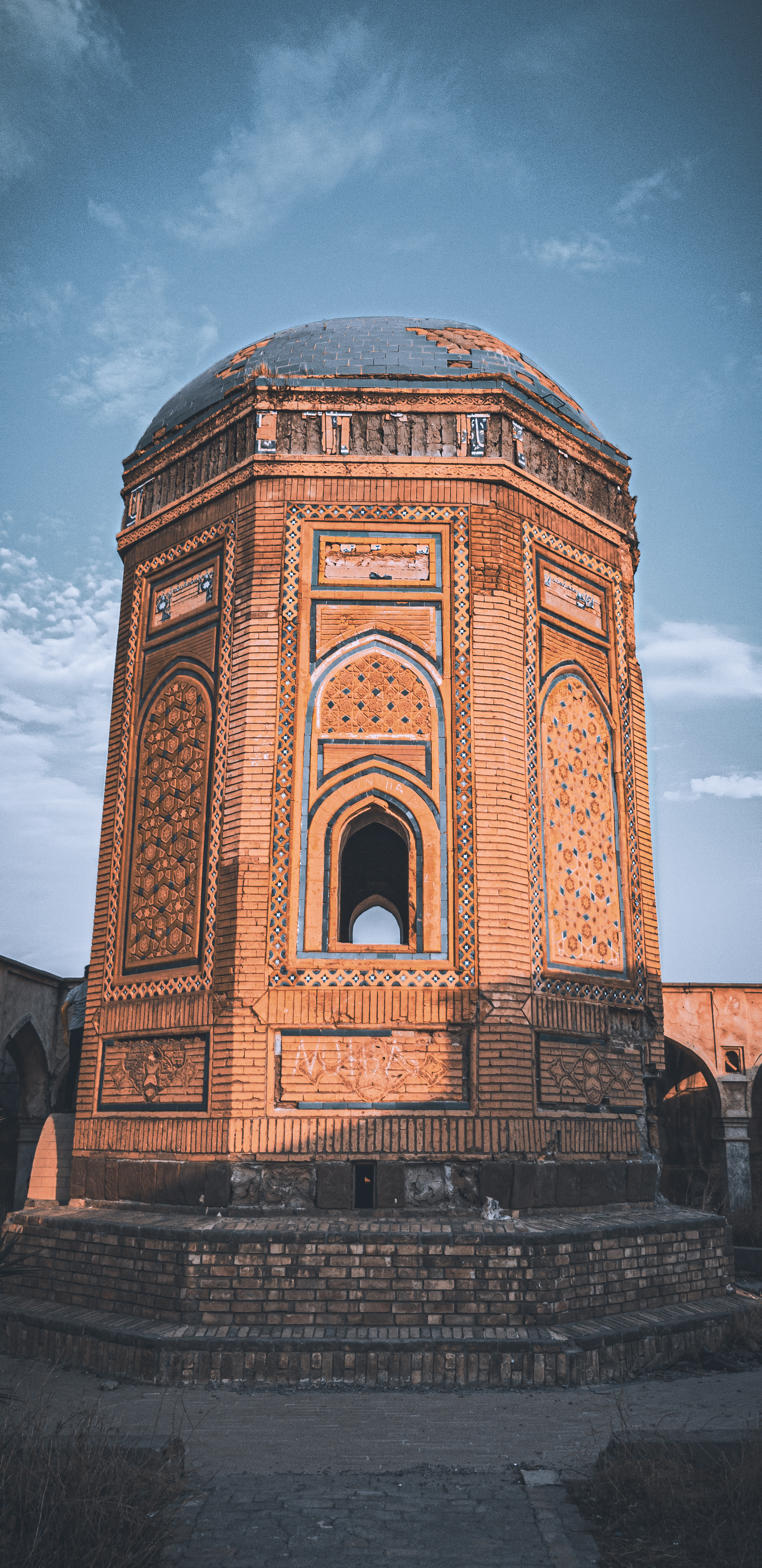
مبنى القبة الزرقاء

يبلغ طول قطر القبة حوالي خمسة أمتار وارتفاعها عشرة أمتار، وبني أساس البناء على أرضية متينة بطابقين، يمثل جدار الطابق الأول القسم الوسطي، ويحتوي على ثلاث نوافذ ومدخل إلى الداخل ويحتوي على النقوش والكتابة، أما الطابق العلوي فيضم القبة ذات الثمانية أضلاع وترتكز على أربعة أقواس نصف دائرية، ويحوي الطابق الأرضي في داخله على حفرة مستطيلة الشكل طولها ثلاثة أمتار، وعرضها أكثر من مترين، أما العمق فيبلغ مترين ويقال إنها تضم رفات السيّدة (بُغداي خاتون)، وتعرضت القبة للتآكل والتقادم وسقوط بعض القطع من بنائها خاصة المربعات الملونة المكتوبة وتحتاج إلى الصيانة والتأهيل.

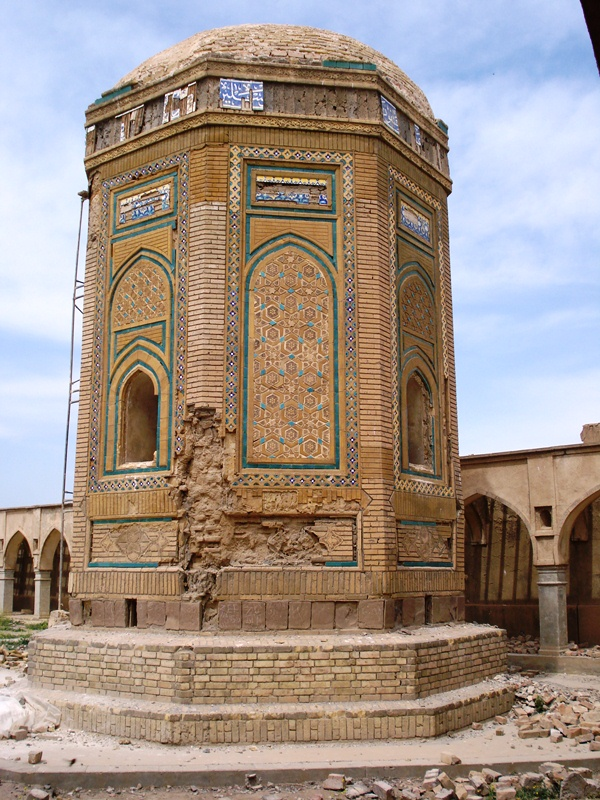
مبنى القبة قبل الصيانة والترميم